# Andreas Joseph Fahrmann
Andreas Joseph Fahrmann (* 8. November 1742 in Zell am Main, Hochstift Würzburg; † 6. Februar 1802 in Würzburg) war ein deutscher Moraltheologe und Weihbischof. 
Fahrmann wurde 1765 zum Priester geweiht. Nach seiner Promotion 1773 wurde er auf den Lehrstuhl für Moraltheologie an der Universität Würzburg berufen, den er bis 1779 innehatte, als er Kanoniker im Stift Haug wurde. Im Jahre 1789 wurde er Weihbischof und Titularbischof von Almira (Thebae Phthiotides) und übte dieses Amt bis zu seinem Tod aus.